# Winthemia vesiculata
Winthemia vesiculata är en tvåvingeart som först beskrevs av Townsend 1916.  Winthemia vesiculata ingår i släktet Winthemia och familjen parasitflugor. Inga underarter finns listade i Catalogue of Life.